# 8.ª etapa del Giro de Italia 2024
La 8.ª etapa del Giro de Italia 2024 tuvo lugar el 11 de mayo de 2024 y consistió en una etapa de montaña con inicio en Spoleto y final en Prati di Tivo sobre un recorrido de 152 km. Esta fue ganada por el esloveno Tadej Pogačar del equipo UAE Team Emirates siendo el líder de la clasificación general.

## Clasificación de la etapa
| Spoleto - Prati di Tivo | etapa de montaña | (152 km) |

| \| Clasificación de la etapa \| Clasificación de la etapa \| Clasificación de la etapa \| Clasificación de la etapa \| Clasificación de la etapa \| \| Ciclista \| Ciclista \| Equipo \| Tiempo \| \| \| ------------------------- \| ------------------------- \| -------------------------- \| ------------------------- \| ------------------------- \| \| 1.º \| Tadej Pogačar \| UAE Team Emirates \| 4 h 02 min 16 s \| \| \| 2.º \| Daniel Felipe Martínez \| Bora-Hansgrohe \| + 0 s \| \| \| 3.º \| Ben O'Connor \| Decathlon-AG2R La Mondiale \| + 0 s \| \| \| 4.º \| Antonio Tiberi \| Bahrain Victorious \| + 2 s \| \| \| 5.º \| Geraint Thomas \| Ineos Grenadiers \| + 2 s \| \| \| 6.º \| Einer Rubio \| Movistar Team \| + 2 s \| \| \| 7.º \| Cian Uijtdebroeks \| Team Visma \\| Lease a Bike \| + 2 s \| \| \| 8.º \| Thymen Arensman \| Ineos Grenadiers \| + 11 s \| \| \| 9.º \| Michael Storer \| Tudor Pro Cycling Team \| + 13 s \| \| \| 10.º \| Alex Baudin \| Decathlon-AG2R La Mondiale \| + 21 s \| \| |                        |                            |                 |
| |                        |                            |                 |
| Fuentes: ProCyclingStats Cycling Quotient |                        |                            |                 |
| Clasificación de la etapa |                        |                            |                 |
| Ciclista | Ciclista               | Equipo                     | Tiempo          |
| 1.º | Tadej Pogačar          | UAE Team Emirates          | 4 h 02 min 16 s |
| 2.º | Daniel Felipe Martínez | Bora-Hansgrohe             | + 0 s           |
| 3.º | Ben O'Connor           | Decathlon-AG2R La Mondiale | + 0 s           |
| 4.º | Antonio Tiberi         | Bahrain Victorious         | + 2 s           |
| 5.º | Geraint Thomas         | Ineos Grenadiers           | + 2 s           |
| 6.º | Einer Rubio            | Movistar Team              | + 2 s           |
| 7.º | Cian Uijtdebroeks      | Team Visma \| Lease a Bike | + 2 s           |
| 8.º | Thymen Arensman        | Ineos Grenadiers           | + 11 s          |
| 9.º | Michael Storer         | Tudor Pro Cycling Team     | + 13 s          |
| 10.º | Alex Baudin            | Decathlon-AG2R La Mondiale | + 21 s          |

## Clasificaciones al final de la etapa

### Clasificación general(Maglia Rosa)
| \| Clasificación general \| Clasificación general \| Clasificación general \| Clasificación general \| Clasificación general \| \| Ciclista \| Ciclista \| Equipo \| Tiempo \| \| \| --------------------- \| ---------------------- \| -------------------------- \| --------------------- \| --------------------- \| \| 1.º \| Tadej Pogačar \| UAE Team Emirates \| 28 h 14 min 42 s \| \| \| 2.º \| Daniel Felipe Martínez \| Bora-Hansgrohe \| + 2 min 40 s \| \| \| 3.º \| Geraint Thomas \| Ineos Grenadiers \| + 2 min 58 s \| \| \| 4.º \| Ben O'Connor \| Decathlon-AG2R La Mondiale \| + 3 min 39 s \| \| \| 5.º \| Cian Uijtdebroeks \| Team Visma \\| Lease a Bike \| + 4 min 02 s \| \| \| 6.º \| Antonio Tiberi \| Bahrain Victorious \| + 4 min 23 s \| \| \| 7.º \| Lorenzo Fortunato \| Astana Qazaqstan Team \| + 5 min 15 s \| \| \| 8.º \| Einer Rubio \| Movistar Team \| + 5 min 28 s \| \| \| 9.º \| Thymen Arensman \| Ineos Grenadiers \| + 5 min 30 s \| \| \| 10.º \| Jan Hirt \| Soudal Quick-Step \| + 5 min 53 s \| \| |                        |                            |                  |
| |                        |                            |                  |
| Fuentes: ProCyclingStats Cycling Quotient |                        |                            |                  |
| Clasificación general |                        |                            |                  |
| Ciclista | Ciclista               | Equipo                     | Tiempo           |
| 1.º | Tadej Pogačar          | UAE Team Emirates          | 28 h 14 min 42 s |
| 2.º | Daniel Felipe Martínez | Bora-Hansgrohe             | + 2 min 40 s     |
| 3.º | Geraint Thomas         | Ineos Grenadiers           | + 2 min 58 s     |
| 4.º | Ben O'Connor           | Decathlon-AG2R La Mondiale | + 3 min 39 s     |
| 5.º | Cian Uijtdebroeks      | Team Visma \| Lease a Bike | + 4 min 02 s     |
| 6.º | Antonio Tiberi         | Bahrain Victorious         | + 4 min 23 s     |
| 7.º | Lorenzo Fortunato      | Astana Qazaqstan Team      | + 5 min 15 s     |
| 8.º | Einer Rubio            | Movistar Team              | + 5 min 28 s     |
| 9.º | Thymen Arensman        | Ineos Grenadiers           | + 5 min 30 s     |
| 10.º | Jan Hirt               | Soudal Quick-Step          | + 5 min 53 s     |

### Clasificación por puntos(Maglia Ciclamino)
| Clasificación por puntos | Clasificación por puntos | Clasificación por puntos      | Clasificación por puntos | Clasificación por puntos |
| Ciclista                 | Ciclista                 | Equipo                        | Puntos                   |                          |
| ------------------------ | ------------------------ | ----------------------------- | ------------------------ | ------------------------ |
| 1.º                      | Jonathan Milan           | Lidl-Trek                     | 134 pts                  |                          |
| 2.º                      | Kaden Groves             | Alpecin-Deceuninck            | 97 pts                   |                          |
| 3.º                      | Tim Merlier              | Soudal Quick-Step             | 89 pts                   |                          |
| 4.º                      | Olav Kooij               | Team Visma \| Lease a Bike    | 61 pts                   |                          |
| 5.º                      | Tadej Pogačar            | UAE Team Emirates             | 57 pts                   |                          |
| 6.º                      | Benjamin Thomas          | Cofidis                       | 56 pts                   |                          |
| 7.º                      | Filippo Fiorelli         | VF Group-Bardiani CSF-Faizanè | 54 pts                   |                          |
| 8.º                      | Andrea Pietrobon         | Team Polti Kometa             | 48 pts                   |                          |
| 9.º                      | Jhonatan Narváez         | Ineos Grenadiers              | 40 pts                   |                          |
| 10.º                     | Michael Valgren          | EF Education-EasyPost         | 40 pts                   |                          |

### Clasificación de la montaña(Maglia Azzurra)
| Clasificación de la montaña | Clasificación de la montaña | Clasificación de la montaña   | Clasificación de la montaña | Clasificación de la montaña |
| Ciclista                    | Ciclista                    | Equipo                        | Puntos                      |                             |
| --------------------------- | --------------------------- | ----------------------------- | --------------------------- | --------------------------- |
| 1.º                         | Tadej Pogačar               | UAE Team Emirates             | 104 pts                     |                             |
| 2.º                         | Daniel Felipe Martínez      | Bora-Hansgrohe                | 52 pts                      |                             |
| 3.º                         | Simon Geschke               | Cofidis                       | 36 pts                      |                             |
| 4.º                         | Lilian Calmejane            | Intermarché-Wanty             | 32 pts                      |                             |
| 5.º                         | Geraint Thomas              | Ineos Grenadiers              | 22 pts                      |                             |
| 6.º                         | Andrea Piccolo              | EF Education-EasyPost         | 18 pts                      |                             |
| 7.º                         | Ben O'Connor                | Decathlon-AG2R La Mondiale    | 17 pts                      |                             |
| 8.º                         | Georg Steinhauser           | EF Education-EasyPost         | 12 pts                      |                             |
| 9.º                         | Amanuel Ghebreigzabhier     | Lidl-Trek                     | 11 pts                      |                             |
| 10.º                        | Filippo Fiorelli            | VF Group-Bardiani CSF-Faizanè | 10 pts                      |                             |

### Clasificación de los jóvenes(Maglia Bianca)
| Clasificación del mejor joven | Clasificación del mejor joven | Clasificación del mejor joven | Clasificación del mejor joven | Clasificación del mejor joven |
| Ciclista                      | Ciclista                      | Equipo                        | Tiempo                        |                               |
| ----------------------------- | ----------------------------- | ----------------------------- | ----------------------------- | ----------------------------- |
| 1.º                           | Cian Uijtdebroeks             | Team Visma \| Lease a Bike    | 28 h 18 min 44 s              |                               |
| 2.º                           | Antonio Tiberi                | Bahrain Victorious            | + 21 s                        |                               |
| 3.º                           | Thymen Arensman               | Ineos Grenadiers              | + 1 min 28 s                  |                               |
| 4.º                           | Alex Baudin                   | Decathlon-AG2R La Mondiale    | + 2 min 32 s                  |                               |
| 5.º                           | Filippo Zana                  | Team Jayco AlUla              | + 3 min 10 s                  |                               |
| 6.º                           | Georg Steinhauser             | EF Education-EasyPost         | + 4 min 23 s                  |                               |
| 7.º                           | Davide Piganzoli              | Team Polti Kometa             | + 5 min 27 s                  |                               |
| 8.º                           | Giovanni Aleotti              | Bora-Hansgrohe                | + 9 min 51 s                  |                               |
| 9.º                           | Mauri Vansevenant             | Soudal Quick-Step             | + 17 min 02 s                 |                               |
| 10.º                          | Valentin Paret-Peintre        | Decathlon-AG2R La Mondiale    | + 19 min 15 s                 |                               |

### Clasificación por equipos"Súper team"
| Clasificación por equipos | Clasificación por equipos     | Clasificación por equipos | Clasificación por equipos |
| Equipo                    | Equipo                        | Tiempo                    |                           |
| ------------------------- | ----------------------------- | ------------------------- | ------------------------- |
| 1.º                       | Decathlon-AG2R La Mondiale    | 85 h 03 min 12 s          |                           |
| 2.º                       | Ineos Grenadiers              | + 1 min 20 s              |                           |
| 3.º                       | Astana Qazaqstan Team         | + 9 min 23 s              |                           |
| 4.º                       | Bora-Hansgrohe                | + 16 min 05 s             |                           |
| 5.º                       | UAE Team Emirates             | + 18 min 06 s             |                           |
| 6.º                       | EF Education-EasyPost         | + 21 min 01 s             |                           |
| 7.º                       | VF Group-Bardiani CSF-Faizané | + 21 min 17 s             |                           |
| 8.º                       | Bahrain Victorious            | + 33 min 51 s             |                           |
| 9.º                       | Soudal Quick-Step             | + 34 min 56 s             |                           |
| 10.º                      | Movistar Team                 | + 36 min 41 s             |                           |

## Abandonos
- Christophe Laporte (Team Visma | Lease a Bike) no tomó la salida de la etapa.[2]